# أشياء لا تشترى (فلم)
أشياء لا تشترى هو فيلم مصري، من تأليف أمين يوسف غراب وإخراج أحمد ضياء الدين ومن إنتاج المؤسسة المصرية العامة للسينما، وبطولة كل من نور الشريف وشمس البارودى ويحيى شاهين.

## القصة
يتزوج عمدة ثري على زوجته من شابة صغيرة جميلة لعوب، ويتجوزها العمدة بالقاهرة ويتردد عليها إسبوعيا . تقيم سميرة مع والدها العمدة معهما وتتعلق بحب (يوسف) ابن خالها، تقع الزوجة في حب (محمود) مدرس الموسيقى الخاص بسميرة والذي يتردد على المنزل بانتظام فتبدأ الشابة زوجة العمدة في استدرار أموال زوجها لتنفق منها على عشيقها محمود، وبعد أن يقع العمدة فريسة سهلة للإفلاس تتركه الزوجة الخائنة فتحاول ابنته إنقاذه وكشف الحقيقة .

## الممثلون
- يحيى شاهين [4]
- شمس البارودي
- نور الشريف
- ناهد جبر
- أبو بكر عزت
- سهير الباروني [6]
- إبراهيم عمارة
- عادل المهيلمي
- محمود التوني
- محمود كامل
- فاروق حنفي
- رويدا عدنان